# Anna Pimentel
Ana Pimentel Henriques Maldonado (Salamanca, Espanha, 1500 – 1571) foi a administradora da Capitania de São Vicente (sendo por isso por vezes referida como governadora de São Paulo) entre 1534 e 1544, por procuração do seu esposo Martim Afonso de Sousa,o donatário da capitania.

## Biografia
Alfabetizada cedo, logo subiu ao cargo de "procuradora", em 1544, depois que seu marido tornou-se governador da Índia. Institui então a plantação de laranja, arroz e trigo na região, tal qual a criação de gado e seu mais importante feito: ordena o plantio da primeira muda de cana-de-açúcar no território. Posteriormente, sua cultura expandiu-se para toda a Zona da Mata, onde teve notório desenvolvimento. Ana auxiliou, também, o processo de interiorização do estado ao revogar uma lei, instituída pelo marido, que proibia a expansão de moradia dos habitantes locais às áreas além do litoral. Tal medida iniciou a popularização de movimentos em direção ao interior do continente, que mais tarde seriam denominados bandeiras. Permaneceu no cargo até 1544 e administrou a capitania vivendo em Lisboa.